# Kristian Wåhlin
Pour les articles homonymes, voir Wåhlin.
Kristian Wåhlin (né le 4 décembre 1971 à Göteborg, Suède) est un graphiste et musicien suédois. Il est connu pour être l'artiste de pochette pour de nombreux groupes de la scène metal extrême. Il est souvent crédité sous son pseudonyme, Necrolord.
L'intérêt de Wåhlin pour l'art a commencé alors qu'il était assistant à la Schillerska Grammar School, un établissement d'enseignement post-secondaire dans le centre de Göteborg. Il a référencé des peintres romantiques et de la Renaissance, tels Caspar David Friedrich, Albrecht Dürer et Hieronymus Bosch, comme ses premières influences. Cet intérêt coïncide également avec la période où il étudiait la musique.